# Brickell (Miami)

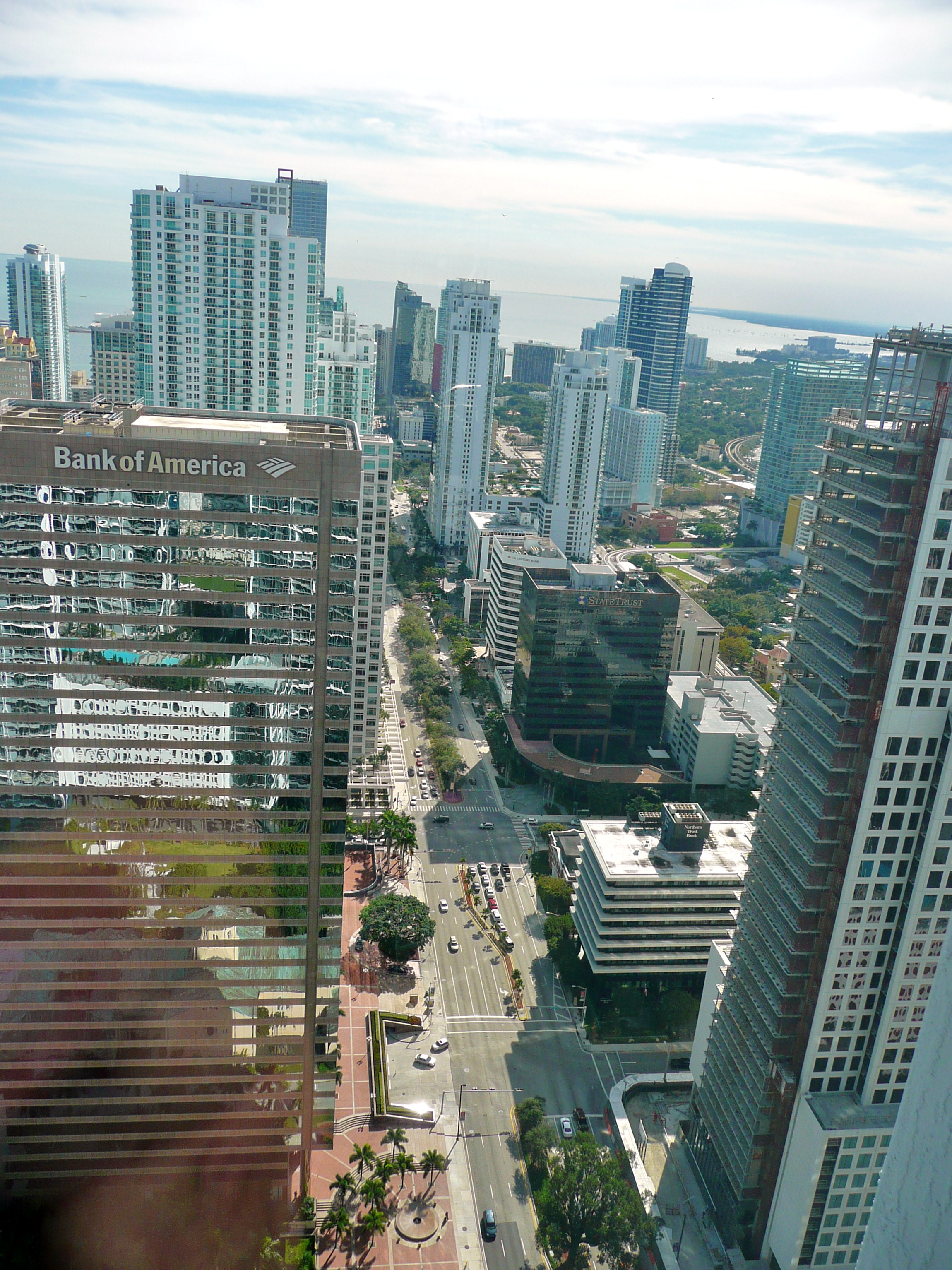
Finanzzentrum

Brickell ist ein Stadtteil der City of Miami. Zusammen mit dem Stadtteil Downtown Miami bildet er die Innenstadt von Miami. Er liegt südlich vom Miami River. Entlang der Brickell Avenue befindet sich das Finanzzentrum der Stadt.
Seit einigen Jahren gibt es in Brickell auch eine stark zunehmende Wohnbevölkerung und entsprechende Einrichtungen (Einkaufsmöglichkeiten, Bars, Restaurants).
Das monatlich erscheinende Brickell Magazine beschäftigt sich mit den neuesten Entwicklungen im Stadtteil.